# سنفورد ارکاز
سنفورد ارکاز (به انگلیسی: Sandford Orcas) یک روستا و محله مدنی در بریتانیا است که در West Dorset واقع شده‌است. سنفورد ارکاز ۱۸۰ نفر جمعیت دارد.